# Castelo de Evciler

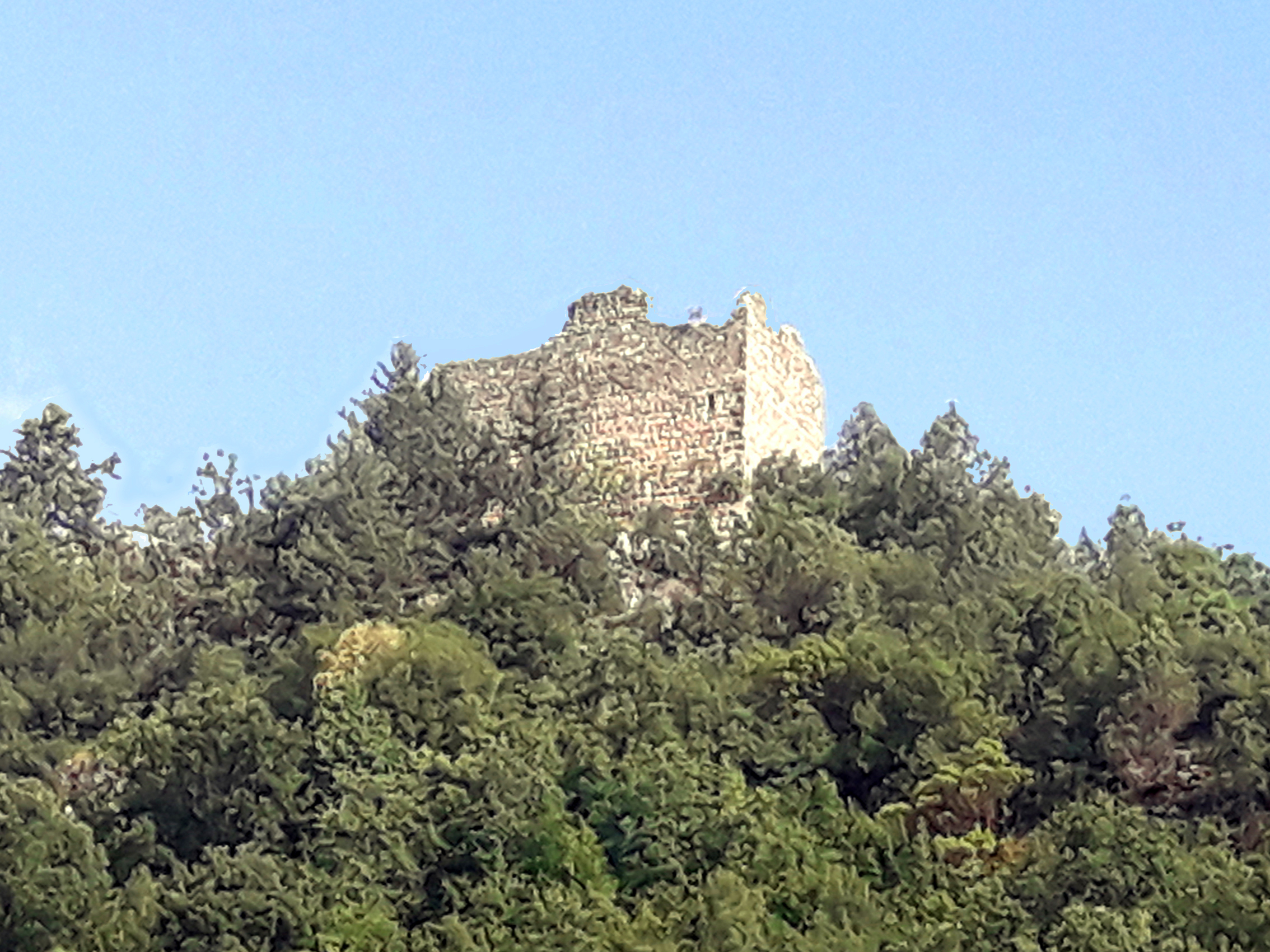
Castelo de Evciler

O Castelo de Evciler (em turco:  Evciler Kalesi), também chamado de Castelo de Kızılbağ, ou Castelo de Evcili, é um pequeno castelo medieval na província de Mersin, na Turquia.
Não há nenhum documento histórico sobre o castelo, que foi formalmente inspecionado em 1979. Mas, a julgar pela alvenaria, pode ser uma fortificação bizantina ou arménia. Tem uma pequena planta rectangular e uma torre de menagem com três pisos.